# جام حذفی فوتبال ایرلند
 جام حذفی فوتبال ایرلند  (به انگلیسی: Football Association of Ireland Challenge Cup) مسابقاتی است که به صورت حذفی در کشور ایرلند از سال ۱۹۲۲ تاکنون برگزار می‌شود. این جام از ۴۵ تیم که از سراسر کشور ایرلند در آن حضور دارند برگزار می‌شود.
باشگاه فوتبال شامروک راورز با ۲۵ قهرمانی پرافتخارترین تیم این سری مسابقات به حساب می‌آید.

## پرافتخارترین باشگاه‌ها
| باشگاه       | قهرمانی |
| ------------ | ------- |
| شامروک راورز | ۲۵      |
| دانداک       | ۱۲      |
| شلبورن       | ۷       |
| بوهمیان      | ۷       |
| درامکوندرا   | ۵       |